# Louis Manna
Louis Anthony "Bobby" Manna (Hoboken,  2 de diciembre de 1929), es un mafioso estadounidense y antiguo consigliere de la familia criminal Genovese que operaba con la facción de Nueva Jersey.

## Familia Genovese
Manna era un estrecho colaborador del jefe de la familia Vincent Gigante; alquiló un apartamento en Greenwich Village, Nueva York, para estar cerca del cuartel general de Gigante en el Triangle Social Club. Sin embargo, la base de poder de Manna estaba en Nueva Jersey. Es cuñado del socio de la familia criminal Genovese, Gerald Dirazzo. Supervisaba a cuatro caporegimes a la vez que ejercía de consigliere. Dirigía sus operaciones criminales personales desde un restaurante italiano llamado Casella's en el 615 de la calle First en Hoboken, Nueva Jersey. Manna se convirtió en el hombre principal de la familia Genovese en las discusiones con la familia criminal Gambino sobre cómo dividir equitativamente esa zona.

## Familia Gambino
En 1987, Manna empezó a presionar a la familia Genovese para que asesinara a John Gotti, el nuevo jefe de la familia Gambino. Gotti, un capo de los Gambino, había organizado el asesinato del jefe de los Gambino Paul Castellano en 1985 y se había hecho con el control de la familia Gambino sin la aprobación de La Comisión. Manna estaba especialmente descontento con el golpe no sancionado de Gotti contra Castellano. Además, Gotti quería quedarse con las lucrativas propiedades de South Jersey que solían pertenecer a la familia criminal de Filadelfia y dejar el territorio menos deseable de North Jersey a la familia Genovese.

## Convicción

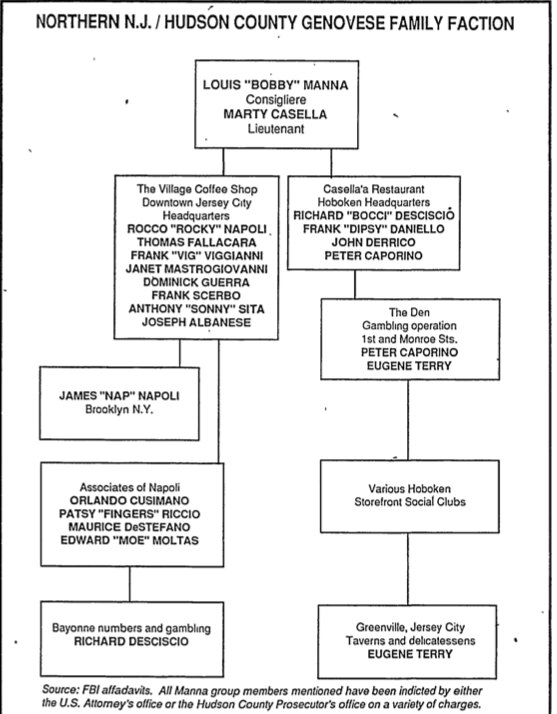
Esquema del FBI de la facción de la familia Genovese del Norte de Nueva Jersey/Condado de Hudson

Entre agosto de 1987 y enero de 1988, la Oficina Federal de Investigación grabó 12 conversaciones en las que Manna y otros mafiosos Genovese discutían el asesinato de John Gotti, Gene Gotti, y del contratista neoyorquino Irwin Schiff. Mientras se discutía el asesinato de John Gotti, Manna aconsejó al sicario que llevara un disfraz ya que la zona del objetivo era bastante abierta. El 8 de agosto de 1987, Schiff recibió un disparo en la cabeza mientras cenaba en un restaurante de Manhattan. Más tarde, Manna fue acusado y el 26 de junio de 1989 fue declarado culpable de conspirar para asesinar a John Gotti, Gene Gotti e Irwin Schiff en el marco de una asociación ilícita. El 26 de septiembre de 1989, la Juez Maryanne Trump-Barry condenó a Manna a 80 años de prisión federal.
Fue revelado por el FBI en 2004 que antes de la sentencia de Manna estuvo involucrado en un complot de asesinato de la jueza Maryanne Trump Barry, el fiscal de los Estados Unidos Samuel A. Alito y el fiscal jefe Michael Chertoff.
En diciembre de 2020, Manna, de 91 años, solicitó la liberación compasiva, pero le fue denegada. Se le denegó la libertad de nuevo en noviembre de 2021.
Desde diciembre de 2021, Manna está encarcelado en el Centro Médico Federal (FMC) en Rochester, Minnesota. Su fecha prevista de liberación es el 7 de noviembre de 2054.